# Epigravettià
L'epigravettià és una cultura prehistòrica que es va desenvolupar al sud-est d'Europa a finals del Paleolític superior (21.000-10.000 BP). Va sorgir després de l'últim màxim glaciarl (c. 21.000 BP) i se la considera una evolució del gravettià. El prehistoriador francès Georges Laplace va batejar aquest període cultural amb el nom de tardogravettià el 1964, per definir el conjunt d'indústries lítiques que es trobava a Itàlia d'aquesta època. No fou fins més tard que aquesta cultura va ser rebatejada per tal de remarcar-ne el seu caràcter independent.
Se n'han establert tres subfases: l'epigravettià primitiu (20.000-16.000 BP), l'epigravettià evolucionat (16.000-14.000 BP) i l'epigravettià final (14.000-8.000 BP), que han estat alhora subdividides i classificades posteriorment. En aquest sentit, podríem considerar l'epigravettià simplement com al gravettià a partir del 21.000 BP al sud-est d'Europa, mentre que el solutrià havia substituït al gravettià a la major part de França i Espanya. La distribució geogràfica d'aquesta cultura s'estén pels actuals sud-oest de França, Itàlia, els Balcans, el Caucas, Ucraïna i la Rússia occidental fins a la riba del riu Volga.
El seu complex lític va ser documentat per primera vegada en diferents jaciments d'Itàlia. Hi ha una gran variabilitat geogràfica i local, tot i que totes les restes d'aquest períde es caracteritzen pel predomini de micròlits, com ara fulles i puntes amb agafador i bladelets (uns ganivets de làmina prima i curta) d'extrems retocats.

L'epigravettià és l'última etapa del Paleolític superior. A partir d'aquí les cultures qua apareixeran s'inclouran dins del període Mesolític (després del 10.000 BP).

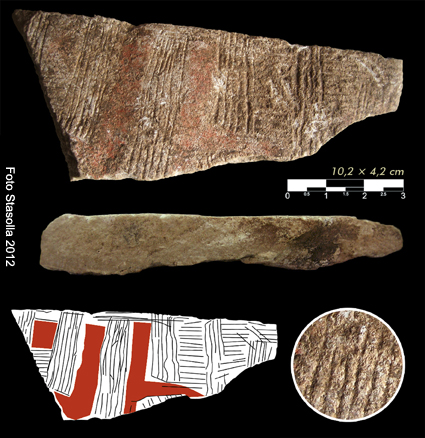
Exemples de material epigravettià provinents de la Grotta San Pellegrino (Laterza, Itàlia)